# Южный (Курганинский район)
Ю́жный — хутор в Курганинском районе Краснодарского края.
Входит в состав Михайловского сельского поселения.

## География
Хутор находится на расстоянии 7 км к западу от станицы Михайловская, центра сельского поселения, и 10 км к северо-западу от города Курганинск, административного центра района.

## Население
| 2002 | 2010  |
| ---- | ----- |
| 1108 | ↘1019 |

## Улицы
| - ул. Заречная, - ул. Кочубея, - ул. Молодёжная, - ул. Набережная, | - ул. Новая, - ул. Октябрьская, - ул. Пионерская, - ул. Пролетарская, - ул. Пушкина, | - ул. Речная, - ул. Степная, - ул. Школьная, - ул. Южная. |